# Istiblennius steindachneri
Istiblennius steindachneri är en fiskart som först beskrevs av Pfeffer, 1893.  Istiblennius steindachneri ingår i släktet Istiblennius och familjen Blenniidae. Inga underarter finns listade i Catalogue of Life.